# الجامعة العربية المفتوحة (السعودية)
الجامعة العربية المفتوحة (السعودية) تعود فكرة إنشاء الجامعة العربية المفتوحة في الوطن العربي كمشروع غير ربحي إلى مبادرة من صاحب السمو الملكي الأمير طلال بن عبد العزيز رئيس برنامج الخليج العربي للتنمية- أجفند، حين أعلن في عام 1996 عن مبادرته لإنشاء جامعة عربية مفتوحة ككيان أكاديمي غير تقليدي وكمؤسسة تسهم في توجيه التنمية في المجلات العلمية والإجتماعية والثقافية.
وتطورت تلك المبادرة في عام 2002م لتترجم على أرض الواقع إلى الجامعة العربية المفتوحة التي انطلقت بتعاون مشترك مع الجامعة المفتوحة في المملكة المتحدة بهدف دعم المجتمعات العربية بتعليم ذو جودة عالية، متكافئ الفرص بتكاليف معتدلة.

## التأسيس
أنشئت الجامعة العربية المفتوحة بالمملكة العربية السعودية بأمر سامي رقم 7\ب\17813 وتاريخ 18/5/1423هـ  كجامعة غير ربحية تنتهج نظام التعليم المدمج، وتهدف إلى خدمة المجتمع، وتكون جزء في تحقيق رؤية  السعودية 2030 وتعزيز أهداف التنمية المستدامة.

## تقويم الأداء
تخضع الجامعة العربية المفتوحة بالسعودية إلى أربعة أنواع من تقويم الأداء:
1. تقييم خارجي (دولي) من قبل الجامعة المفتوحة في المملكة المتحدة.
2. تقييم محلي من وزارة التعليم في السعودية.[5]
3. تقييم داخلي ضمن إطار الجامعة (إدارة ضمان الجودة)
4. تقييم الممتحنين الخارجين.

## الإعتمادات
- الإعتماد من وزارة التعليم.[5]
- الإعتماد الأكاديمي والمؤسسي من هيئة تقويم التعليم والتدريب.[6]
- رخصة التعليم الإلكتروني من المركز الوطني للتعليم الإلكتروني.[7]
- الاعتماد الأكاديمي المؤسسي والبرامجي من هيئة تقويم التعليم والتدريب في الجامعة المفتوحة في المملكة المتحدة.

## التحكيم
جميع البرامج الأكاديمية في الجامعة تم تحكيمها واعتمادها محلياً، على النحو التالي:
أولاً: اعتماد وزارة التعليم لكافة البرامج الأكاديمية.
ثانياً: تحكيم مناهج الجامعة من قبل:
1. جامعة الملك فهد للبترول والمعادن.
2. جامعة جدة.
3. معهد الملك عبد الله للبحوث والدرسات الاستشارية - جامعة الملك سعود.
4. معهد البحوث والاستشارات - جامعة الملك عبد العزير.

## الشراكة الدولية
ترتبط الجامعة العربية المفتوحة باتفاقية شراكة مع الجامعة المفتوحة في المملكة المتحدة التي تعد من أعرق الجامعات وأميزها في نظام التعلم المفتوح على مستوى العالم. وتمنح هذه الاتفاقية الجامعة العربية المفتوحة الحق بــــ:
1. حصول الجامعة العربية المفتوحة على الاعتماد الأكاديمي الدولي من الجامعة المفتوحة في المملكة المتحدة.
2. دعم الجامعة العربية المفتوحة في فتح برامج جديدة بتزويدها بالخطط الدراسية وتوصيف البرامج والمقررات بما يتوافق مع متطلبات وزارة التعليم في السعودية.
3. المشاركة في بعض اللجان الأكاديمية التي تشكلها الجامعة العربية المفتوحة من أجل إثراء الجودة الأكاديمية، مثل لجان الممتحنين الخارجيين.
4. مراقبة جودة العملية التعليمية والإجراءات الأكاديمية وتزويد الجامعة بشكل دوري بالتقارير والملاحظات.
5. الاطلاع على السير الذاتية للمرشحين للوظائف الأكاديمية وتقيمها.
6. استخدام وتوفير المواد العلمية والموارد التعليمية والحقائب الدراسية.
7. الاستشارات والتدريب من الجامعة المفتوحة في المملكة المتحدة.

## إحصائيات
- تخرج من الجامعة أكثر من 24,000 خريج وخريجة.
- يدرس فيها أكثر من 20,000 طالب وطالبة.
- التحق فيها أكثر من 140 جنسية مختلفة.

## الكليات
تقدم الجامعة برامج يحتاجها سوق العمل، تزيد على 11 برنامجا على مستوى البكالوريوس:
كلية دراسات الحاسب الآلي
- مسار تقنية معلومات وحوسبة.[8]
- مسار علوم الحاسب.[9]
- مسار الأمن والشبكات.[10]
- مسار تطوير الويب.[11]
- مسار الحوسبة والأعمال.[12]

كلية دراسات إدارة الأعمال
- مسار الأنظمة.[13]
- مسار التسويق.[14]
- مسار المحاسبة.[15]
- بكالوريوس المحاسبة باللغة العربية.[16]
- بكالوريوس السكرتارية التنفيذية للطلبة الصم وضعاف السمع.

كلية الدراسات اللغوية
- مسار اللغة الإنجليزية وآدابها.[17]